# Alphonse Piché
Pour les articles homonymes, voir Piché.
Alphonse Piché est un poète québécois né le 14 février 1917 à Chicoutimi et mort le 2 décembre 1998 à Trois-Rivières. Il a vécu la plus grande partie de sa vie à Trois-Rivières. Sa poésie aborde les thèmes du peuple aux prises avec les affres et les joies du quotidien. Le poète a habité longtemps près du fleuve Saint-Laurent sur lequel il a navigué. Ses derniers recueils livrent les mots d'un homme amoureux de la vie face à la vieillesse et à la mort. Il a publié plusieurs œuvres dont certaines, en collaboration avec des artistes en art visuel.

## Biographie
Alphonse Piché naît à Chicoutimi le 14 février 1917. Il est le fils de Mendoza Piché et de feu Marie Céleste Villeneuve. L’année qui suit, sa famille s’établit à Trois-Rivières.
Il fait ses études au Jardin de l’Enfance de la ville. Dès l’âge de douze ans, il commence à faire des vers et trois ans plus tard il lit Charles Baudelaire, Verlaine, François Villon, Aragon entre autres. Tous ces poètes le fascinent. À la suite de ces lectures, il écrit et « noircit des cahiers » qu’il finit par brûler.
Il fait ses études classiques au Séminaire de Trois-Rivières. Impliqué dans le milieu littéraire, il fréquente Albert Tessier, Clément Marchand, Adrienne Choquette entre autres. Il doit abandonner ses études à cause de la crise économique, et il occupe différents métiers : comptable, agent d’assurance, vendeur de machines à coudre, etc..
Alors qu’il a dix-sept ans, en 1944, il publie la Ballade des gueux.
Tout de suite après la guerre, en 1946, il publie  Ballades de la petite Extrace et c’est  le critique littéraire à l’hebdomadaire Le Mauricien, Clément Marchand qui préface le recueil de textes de Piché. Alphonse Piché a alors 29 ans. Ce recueil reçoit le Prix de la province de Québec l’année suivante,. Dans ces ballades, il dénonce la lutte des travailleurs canadiens-français après la Deuxième Guerre mondiale.
Occupant mille et un métiers, il continue à écrire et le quotidien Le Nouvelliste (Trois-Rivières)  publie ses poèmes. Grâce à sa voix de ténor, il chante dans les mariages et les funérailles. En 1947, il publie Remous, recueil en vers libres et en alexandrins.
Alphonse Piché adore le fleuve Saint-Laurent et la voile. Il dira : « C'est en naviguant que j'ai quitté le port, que je suis allé dans l'eau. J'ai plongé dans l'eau et ses symboles». Il publie Voie d’eau en 1950.
Il quitte la ville de Trois-Rivières en 1963 pour s’installer à Montréal, mais il y revient trois ans plus tard. Il continue à écrire tout en travaillant. Il est aussi, comme ténor respectable, membre de chorales et chantre pendant plus de quarante ans. Pendant ces années, il compose des paroles pour les funérailles, les mariages, adapte des versions françaises d’une quarantaine de cantiques.
En 1966, il publie son œuvre intégrale Poème. La même année, il reçoit le Grand Prix littéraire de la Société Saint-Jean-Baptiste de la Mauricie pour Poèmes 1946-1950. Puis, suit un silence qui dure des années :
En 1976, il est récipiendaire du Prix du Gouverneur général du Canada pour Poèmes 1946-1968. La même année il participe Solstice de la poésie québécoise au parc La Fontaine à Montréal aux côtés d’Anne Hébert, entre autres.
En 1980, il est cofondateur de la Société des écrivains de la Mauricie. Il reçoit le Prix littéraire Gérald Godin de Trois-Rivières pour l'ensemble de son oeuvre en 1986. Il publie Sursis en 1987. En octobre 1992, il devient membre de l’Ordre du Canada.
En 1996, la Société des écrivains de la Mauricie organise une série d’événements pour souligner les cinquante ans de publication d’Alphonse Piché.
Au cours de sa vie, il collabore à plusieurs revues telles que Liberté et Estuaire, participe à de nombreux colloques, jurys ou à diverses rencontres d’écrivains. Il a été membre du conseil de direction de la Société des écrivains canadiens.
Peu de temps avant son décès, à l’automne 1998, il participe au Festival international de la poésie de Trois-Rivières. La même année, il reçoit le prix Mémoire lors du Salon du livre de Trois-Rivières pour honorer son œuvre.
Il décède à Trois-Rivières le 2 décembre 1998 à l'âge de 81 ans des suites d’un cancer.
Alphonse Piché vient d’une famille d’artistes : son frère Guy est un ténor et directeur d’ensemble vocal, sa sœur Aline Piché-Whissel est une artiste en vitrail et en peinture, son frère Paul-Émile est sculpteur sur bois.
Plusieurs de ses poèmes ont été traduits au Canada anglais, en Australie et même en Russie.

## Publications

### Livres
Les informations sont tirées des Archives du Canada et Bibliothèque et Archives du Québec.
- 1946 - Ballades de la petite extrace, Alphonse Piché, Montréal : Éditions Fernand Pilon, [1946?], 99 p. : ill. ; 23 cm, note(s) : illustrations de sa sœur, Aline Piché, préfacé par Clément Marchand; Prix David, 1947
- 1947 - Remous, Alphonse Piché, Montréal : Éditions Fernand Pilon, [1947?], 78 p. ; 19 cm; note(s) : écrit en vers libre et en alexandrins[5].
- 1950 - Voie d'eau, Alphonse Piché, Montréal : ditions Fernand Pilon, 1950, 56 p. ; 20 cm
- 1966 - Poèmes 1946-1960, Alphonse Piché, Trois-Rivières : Éditions du Bien public, 1966, 106 p. ; 20 cm, note(s) : comprend  Ballade de la petite extrace; Remous, Voie d’eau.
- 1976 - Poèmes, 1946-1968 plus Gangue, Alphonse Piché, Montréal : Éditions de l’Hexagone, Collectionection Rétrospectives, 1976, 205 p. ; 19 cm; note(s) : Prix littéraires du Gouverneur général (Poésie), 1976
- 1982 - Dernier Profil, Alphonse Piché, Trois-Rivières : Écrits des forges, Collection  Radar, 1982, 49 p. ; 20 cm, note(s) : reliure d'art réalisée par Louise Blain Séguin,  (ISBN 2890460444)
- 1987 - Sursis, Alphonse Piché, Trois-Rivières : Écrits des forges, Collection. Radar, 1987, 50 p. ; 20 cm; note(s) : illustration de la couverture par sa sœur Alice Piché-Wissell.
- 1987 - Le choix d'Alphonse Piché dans l'œuvre d'Alphonse Piché, Alphonse Piché, Charlesbourg : Presses laurentiennes, Collection. Le choix de--. Série A, 1987, 79 p. : 1 portr. ; 19 cm
- 1989 - Fables, Alphonse Piché, Montréal : l'Hexagone, Collection Fictions, 1989, 76 p. ; 23 cm, note(s) : illustration de la couverture par sa sœur Aline Piché.
- 1991 - Néant fraternel, Alphonse Piché, Trois-Rivières : Écrits des Forges ; Dakar : Khoudia, 1991, 116 p. ; 19 cm
- 1997 - Retour, (poésie), Alphonse Piché, Trois-Rivières : Écrits des Forges : L'Orange bleue ; [Herborn, Luxembourg] : Phi ; [Dakar] : Feu de brousse, 1997, 60 p. ; 21 cm; note(s) : Alphonse Piché rend hommage à Gatien Lapointe, Gérald Godin, Gaston Miron;   (ISBN 2879620767)

### Livres d’art, collaborations
- 1984 - Solstice, texte d’Alphonse Piché et sérigraphie de Louise Lavoie-Maheux, Trois-Rivières : Atelier Presse-Papier1984, 1 estampe : sérigraphie ; 28 x 33 cm
- 1986 - Fenêtre/Haïku, poèmes d’Alphonse Piché et estampe de Louise Lavoie-Maheux, Trois-Rivières : Atelier Presse-Papier, Cap-de-la-Madeleine : L. Lavoie Maheux, 1986, 1 emboîtage ([9] feuilles pliées) : ill. en coul. ; 23 cm, 1 emboîtage ([9] feuilles pliées) : ill. en coul. ; 23 cm; note(s) : édition limitée à 12 exemplaires numérotés et signés par l'auteur et l'artiste plus 8 exemplaires hors commerce
- 1987 - Solitude, poème d’Alphonse Piché, estampe/lithographie de Guy Langevin, Trois-Rivières : Atelier Presse-Papier, 1987, note(s) : estampe : lithographie, sérigraphie ; 32 x 52 cm;
- 1988 - Dormez chère, poème d’Alphonse Piché, estampe Guy Langevin, Montréal : Loto-Québec, 1988, 1 portefeuille ([1] feuille pliée, [1] feuille de pl.) : en coul. ; 31 cm, note(s) : Éd. limitée à 70 exemplaires numérotés et signés par l'artiste plus 14 exemplaires hors commerce, "Impression de l'estampe: Guy Langevin, assisté de Alain Fleurent, à l'Atelier Presse Papier de Trois-Rivières.
- 1989 - Éros et Thanathos, textes d’Alphonse Piché et lithographies de Guy Langevin, Trois-Rivières : G. Langevin, 1989, 1 portefeuille ([23] p., [5] feuilles de pl.) : en coul. ; 35 cm; note(s) : Éd. limitée à 25 exemplaires numérotés plus 3 exemplaires hors commerce, 3 exemplaires numérotés D.L. et 1 exemplaire d'atelier.
- 1998 - Lueur silences, poème d’Alphonse Piché et oeuvres de Jo Ann Lanneville, Guy Langevin, Daniel Leary ; Trois-Rivières : Atelier Presse papier, 1998, 1 portefeuille ([1] f. quadruple, [3] f. quadruples de pl.) ; 15 cm, note(s) : poème d'Alphonse Piché, Lueurs silences - parce que les arts visuels se lisent en silence et que la poésie se voit en silence  (ISBN 2-921635-11-9)

### Articles publiés par Alphonse Piché
- 1948 : Ulric Gingras, Alphonse Piché, Le Nouvelliste, Trois-Rivières, 23 juin 1948, p. 4
- 1976 : Lettre à Rina, Alphonse Piché, revue Liberté, vol. 18, no. 6, novembre-décembre 1976, note(s) : Rina Lasnier, p. 137-138

Etc.

### Anthologies
- 1925 : Biographies canadiennes-françaises, Biographies canadiennes-françaises Ottawa, 5e	 éd., 1925, note(s) : item Alphonse Piché : p.140, ill.;
- 1926 : Biographies canadiennes-françaises, Biographies canadiennes-françaises Ottawa, 6e éd., 1926, note(s) : item Alphonse Piché : p. 429, ill.
- 1967 : Les poètes du Québec : numéro spécial, Jean-Guy Pilon, Bruxelles : Maison internationale de la poésie, 1967, 20 p. : portr. ; 28 cm
- Etc.

## Prix et honneurs
En plus d’avoir été trésorier du Cercle de philosophie Gabriel-Marcel, membre d'honneur du Centre de recherche en poésie québécoise de l'Université de Toronto, membre de l’Union des écrivaines et des écrivains québécois, du conseil de direction de la Société des écrivains canadiens, il a reçu de multiples autres honneurs.
- 1947 - Prix David (prix de la province de Québec) pour  Ballades de la petite extrace
- 1966 - Grand prix littéraire de la Société Saint-Jean-Baptiste de la Mauricie pour Poèmes 1946-1950
- 1966 - Récipiendaire d’une bourse du Conseil des Arts du Canada[3].
- 1976 - Prix littéraire du Gouverneur général du Canada, pour Poèmes 1946-1968
- 1986 - Prix Gérald-Godin, Trois-Rivières, pour l’ensemble de son oeuvre[14]
- 1988 - Prix Loto-Québec, Alphonse Piché et Guy Langevin sont lauréats de ce prix[15].
- 1988 : La bibliothèque de l’école secondaire Chavigny, à Trois-Rivières-Ouest, est baptisée bibliothèque Alphonse-Piché.
- 1988 - Il reçoit un  doctorat honoris causa de l'Université du Québec à Trois-Rivières[15].
- 1989 - Prix Ludger-Duvernay[14].
- 1989 - Création du prix Alphonse-Piché remis chaque année à un poète pour sa première œuvre, pendant le Festival international de la poésie de Trois-Rivières[14].
- 1992 - Membre de l'Ordre du Canada[14].
- 1998 : Prix Mémoire 1998, décerné par le Salon du livre de Trois-Rivières. Ce prix couronne l’œuvre d’un auteur natif ou résidant dans la région[14].
- 1999 : La place Alphonse-Piché est créée à Trois-Rivières, elle se situe entre l'hôtel de ville et la salle J.- Antonio-Thompson et comprend le Monument au poète inconnu.
- 2004 : création de la rue Alphonse-Piché dans le secteur Cap-de-la-Madeleine à Trois-Rivières[16].

## Musique
Plusieurs de ses poèmes ont été traduits ou mis en musique par, entre autres, Monique Morelli,, Jean Laprise, et plusieurs autres.

## Archives
Le fonds d'archives d'Alphonse Piché est conservé au centre d'archives de Trois-Rivières de Bibliothèque et Archives nationales du Québec.